# Вентажа, Жозеф
Жозе́ф Вентажа́ (фр. Joseph Ventaja; 4 февраля 1930, Касабланка — 11 августа 2003, Бордо) — французский боксёр полулёгкой весовой категории. В первой половине 1950-х годов выступал за сборную Франции: бронзовый призёр летних Олимпийских игр в Хельсинки, чемпион Европы, участник многих международных турниров и матчевых встреч. В период 1956—1958 боксировал на профессиональном уровне, но без особых достижений.

## Биография
Жозеф Вентажа родился 4 февраля 1930 года в городе Касабланка, Марокко, однако вскоре вместе с семьёй эмигрировал во Францию. Первого серьёзного успеха на ринге добился в 1951 году, когда на европейском первенстве в Милане завоевал в полулёгком весе золотую медаль. Затем последовали победы в матчевых встречах со сборными Швеции и Дании. Благодаря череде удачных выступлений удостоился права защищать честь страны на летних Олимпийских играх в Хельсинки — сумел дойти здесь до стадии полуфиналов полулёгкой весовой категории (в том числе взял верх над советским боксёром Юрием Соколовым), после чего со счётом 1:2 проиграл итальянцу Серджо Капрари. Получив бронзовую олимпийскую медаль, продолжил выходить на ринг в составе национальной сборной Франции, принимая участие во всех крупнейших международных турнирах. Так, в 1954 году представлял сборную Европы в матчевой встрече со сборной США.
В 1956 году Вентажа решил попробовать себя среди профессионалов и покинул французскую команду. В течение года он провёл одиннадцать победных поединков подряд, тем не менее, с середины 1957 года началась серия неудач, француз трижды потерпел поражение. В мае 1958 года ему представилась возможность побороться за титул чемпиона Франции в полулёгком весе, но действующий чемпион Луи Понси оказался сильнее, победив нокаутом в одиннадцатом раунде. После этой неудачи Вантажа ещё один раз вышел на ринг, снова проиграл и вскоре принял решение завершить карьеру. Всего в профессиональном боксе он провёл 18 боёв, из них 13 окончил победой (в том числе 9 досрочно) и 5 раз проиграл.
Умер 11 августа 2003 года в городе Бордо.